# یاکوب پولیاکوف
یاکوب سولومونوویچ پولیاکوف (به روسی: Я́ков Соломо́нович Поляко́в؛ 1832، دوبرونو، ناحیه فرعی اورشا، ناحیه موگیلف (امروز - ناحیه فرعی دوبرونا در ناحیه ویتبسک) - 1909، بیاریتز، فرانسه).
یاکوف پولیاکوف سرمایه‌دار روسی-یهودی که فعالیت تجاری خود را با تجارت مشروبات الکلی آغاز کرد. از اواخر دهه ۱۸۶۰م به شرکت ساخت و ساز راه‌آهن برادرش شموئل پیوست و در سن پترزبورگ اقامت گزید، او در این شهر فعالیت در زمینهٔ بانکداری و تجارت بین‌المللی را آغاز کرد و بانک‌های تجاری آزوف-دون و دان لند-استیت را تأسیس کرد. او در عین حال به سمت نیابت رئیس شعبه سنت پترزبورگ انجمن اسکان یهودیان انتخاب شد و برای فعالیت‌های بشردوستانهٔ که انجام داد به عنوان شهروند افتخاری تاگانروگ برگزیده شد. او به اشرافیت موروثی دست یافت؛ اما هیچ‌یک از مجامع اشرافی روسیه با پیوستن او به عنوان عضو موافقت نکردند، در نتیجه او توانست با حمایت وزیر دادگستری و پرداخت رشوه این مشکل را حل کند.

## در ایران
او مدتی به عنوان سرکنسول ایران در سن‌پترزبورگ فعالیت کرد. همچنین به همراه برادرش الیزر پولیاکوف، موفق به برقراری روابط تجاری با ایران شد و در دههٔ ۱۹۰۰ امتیاز افتتاح بانکی را در آنجا گرفت (بانک استقراضی) که بعداً توسط دولت روسیه خریداری شد. بانک استقراضی روسیه یک از نهادهای تأثیرگذار روسیه در ایران بود. شرکت‌های تجاری یاکوف پولیاکوف در طول بحران ۱۹۰۰–۱۹۰۳م آسیب دیدند، و اگرچه او در ابتدا توانست بحران را کنترل کند، اما در نهایت دارایی‌های خود را در رکود اقتصادی پس از انقلاب 1905م از دست داد.

## مدال‌ها و نشان‌ها
برای فعالیت‌های عمومی و اقتصادی خود به او نشان‌های امپراتوری روسیه و یک جایزه اعطا شد: نشان درجه ۱ آنای مقدس (سنت آنا)، نشان درجه ۱ و ۳ سنت استانیسلاوس، نشان درجه ۳ سنت ولادیمیر، و نشان درجه ۱ شیر و خورشید. ru:Поляков, Яков Соломонович

## خانواده
او دوبار ازدواج کرد
- همسر اولش - هاسیا میرا بود و حاصل این ازدواج سه فرزند به نام‌های: موشه، لازار و الیزابت (یلانا) (راپالوویچ)
- همسر دومش، آمالیا (مالکا) (دختر یوسف هیرشمن از کولدیگا) (۱۸۷۷ - ۱۹۴۸)، آنها صاحب پنج فرزند شدند: لوبا-ماشا، آنا (روبینشتاین)، شموئل (ساموئل)، ایزبال (لانداو) و بوریس. ru:Поляков, Яков Соломонович